# François Rocquelin
 (mars 2019).
Si vous disposez d'ouvrages ou d'articles de référence ou si vous connaissez des sites web de qualité traitant du thème abordé ici, merci de compléter l'article en donnant les références utiles à sa vérifiabilité et en les liant à la section « Notes et références ».
François Rocquelin est un comédien français né le 16 mars 1970 à Vernon,.

## Biographie
François Rocquelin est né dans l'Eure en Normandie et y passe son enfance.
À l'âge de six ans, en 1976, il intègre le Conservatoire d'Art Dramatique de Vernon jusqu'en 1987 où il se fait remarquer par des metteurs en scène parisiens.
Il fut célèbre dans les années 1990 en jouant le rôle d'Aristide dans plusieurs sitcoms diffusées sur TF1 et produites par AB Productions. Le personnage d'Aristide était l'élément comique de ces séries : toujours énergique et de bonne humeur, immuablement vêtu de ses célèbres bretelles, collectionneur de coléoptères, mais souvent malheureux en amour. Aristide apparaît pour la première fois dans Le Miel et les Abeilles, puis à la fin de la série son personnage est intégré dans Premiers baisers puis à sa suite Les Années fac. Il reprend exceptionnellement son rôle d'Aristide, le temps d'une apparition dans le deuxième épisode de la saison 5 de la série Les Mystères de l'amour, diffusée sur TMC.
Sa famille vit toujours en Normandie tandis qu’il habite dans les Hauts-de-Seine.
En 2018, il collabore avec Gérald Dahan qui le fait monter sur scène dans son Bateau-Théâtre Le Nez Rouge, dans le 19e arrondissement de Paris pour ainsi faire des imitations en compagnie d'autres comédiens.
Entre 1992 et 1993 il intègre le Conservatoire Candela - P. Lyevin. Il a également suivi les Cours René Simon entre 1989 et 1992.
Il s'est aussi essayé à la musique avec le single de hip-hop Folles de mon corps sous le pseudonyme de « Ari le chanteur fou », diffusé plusieurs fois dans le Club Dorothée fin 1996, produit par AB Disques. Cette chanson est présente sur la compilation Stars TV 3 (AB Disques, 1996).

## Filmographie

### Publicités
- 1989 : St Môret
- 1996 : Amora
- 1998 : Française des jeux
- 2000 : Air Chypre
- 2009 : Forest Hill Aquaboulevard
- 2012 : Kronenbourg (Angleterre)

### Télévision
- 1978 : Les Cinq Dernières Minutes (Série TV) : Théo
- 1979
- 1989-1990 : Les Compagnons de l'aventure : Michel
- 1993-1994 : Le Miel et les Abeilles (Série TV) : Aristide
- 1994 : Fruits et légumes (Série TV) : Momo
- 1994 - 1995 : Premiers baisers (Série TV) : Aristide
- 1995-1998 : Les Années fac (Série TV) : Aristide
- 1998 : Les Cordier, juge et flic (Série TV) : Le laborantin
- 2011 : L'Épervier (Série TV) : Voix
- 2012 : n TV)
- 2013 : Les Mystères de l'amour (Série TV) : Aristide
- 2014 : Petits secrets entre voisins (Série TV) : Jeannot

### Cinéma
- 2021 : "Jeanne", court-métrage de Fabien Remblier : Le Gendarme

### Doublage
- 2012 : Joséphine, ange gardien, épisode Le Cirque Borelli : Faller (Drsek Jednok) et l'ambulancier (Petr Urbanek)
- 2022 : Machos Alfa : voix additionnelles[3]

## Théâtre
- 1985 : Docteur Faustus - Mise en scène C. Hamilton - Opéra de Paris
- 1988 : Les fourberies de Scapin de Molière - Théâtre du Gymnase Marie-Bell/Théâtre de la Porte-Saint-Martin
- 2001-2002 : Il est important d'être aimable d'Oscar Wilde Comédie de Paris, Loge Bazar - Paris
- 2005 : L'école des mères de Marivaux - Théâtre du Nord-Ouest
- 2006 : Ne te promène donc pas toute nue de Peydeau-Cie - Tournée Province
- 2007 : Shakespeare Circus - Théâtre du Trianon, Amour sur Tatami - Espace Comédia
- 2009 : Histoire de scène mise en drôle - Théâtre des Blancs-Manteaux et tournée